# Berceo
Berceo (ou Berceu) é um município da Espanha 
na província e comunidade autónoma de La Rioja, de área 15,27 km² com população de 196 habitantes (2007) e densidade populacional de 12,84 hab./km².

## Demografia
| Variação demográfica do município entre 1991 e 2004 | Variação demográfica do município entre 1991 e 2004 | Variação demográfica do município entre 1991 e 2004 | Variação demográfica do município entre 1991 e 2004 |
| --------------------------------------------------- | --------------------------------------------------- | --------------------------------------------------- | --------------------------------------------------- |
| 1991                                                | 1996                                                | 2001                                                | 2004                                                |
| 254                                                 | 228                                                 | 211                                                 | 208                                                 |